# Deutscher Hospiz- und PalliativVerband
Der Deutsche Hospiz- und PalliativVerband e. V. (DHPV) entstand aus der Bundesarbeitsgemeinschaft Hospiz (BAG Hospiz) und ist die bundesweite Interessenvertretung der Hospizbewegung sowie von  Hospiz- und Palliativeinrichtungen in Deutschland. Als Dachverband der Hospiz- und Palliativarbeit vertritt er ca. 1.200 Hospiz- und Palliativdienste und ‑einrichtungen, in denen sich ca. 120.000 Menschen ehrenamtlich, bürgerschaftlich oder hauptamtlich engagieren. 2010 hat der DHPV die Deutsche Hospiz- und PalliativStiftung (DHPStiftung) gegründet.
Schirmherrin des Verbands ist Herta Däubler-Gmelin, Bundesjustizministerin a. D. Botschafter der Stiftung ist der Schauspieler Götz Schubert.

## Geschichte
1992 wurde die Bundesarbeitsgemeinschaft Hospiz (BAG Hospiz) gegründet. Gründungsmitglieder waren sowohl haupt- als auch ehrenamtlich Engagierte aus unterschiedlichen Professionen. 2007 hat sich die BAG Hospiz in Deutscher Hospiz- und PalliativVerband umbenannt. 2017 hat der DHPV sein 25-jähriges Bestehen gefeiert.

## Ziele und Aufgaben
Der Verband setzt sich dafür ein, dass Sterben und Tod als Teil des Lebens angesehen und in das gesellschaftliche Bewusstsein gerückt werden. Der Verband sowie die gesamte Hospizbewegung bejaht das Leben und lehnt aktive Sterbehilfe ab. Stattdessen will der Verband die Hospizkultur und Palliativkompetenz als Gesamtkonzept gesellschaftlich verankern und die Hospiz- und Palliativbetreuung und ‑versorgung flächendeckend sicherstellen.
Aktionsfelder des Verbandes sind:
- Gesetzgebung initiieren,
- Netzwerke bilden und stärken,
- Qualität sichern, Transparenz schaffen,
- Bildung und Forschung fördern.

## Struktur des Verbandes
Der Verband arbeitet basisorientiert. Oberstes Entscheidungsgremium des Verbandes ist die Mitgliederversammlung. Hospizinitiativen und die Einrichtungen der Hospiz- und Palliativversorgung sind in den jeweiligen Landesarbeitsgemeinschaften (LAG) bzw. Landesverbänden (LV) organisiert, die neben überregionalen Organisationen Mitglied im DHPV sind. Die inhaltliche Verantwortung trägt der Gesamtvorstand. Der Vorstand besteht aus der Vorsitzenden, zwei stellvertretenden Vorsitzenden, acht Beisitzern und einer Ehrenvorsitzenden. Der Vorstand wird für die Dauer von drei Jahren gewählt, zuletzt im November 2014. Der Deutsche Kinderhospizverein ist Mitglied im Vorstand des DHPV.

## Wissenschaftlicher Beirat
Der Wissenschaftliche Beirat dient der Vernetzung von Wissenschaft und Forschung einerseits mit den Einrichtungen der Hospiz- und Palliativversorgung andererseits. Mitglieder des wissenschaftlichen Beirats sind fachlich ausgewiesene Experten auf dem Gebiet der Hospiz- und Palliativarbeit.

## Finanzierung
Der Verband finanziert sich über Mitgliedsbeiträge.

## DHPV-Ehrenpreis
Seit 2001 wird jährlich der DHPV-Ehrenpreis verliehen. Mit dem Preis werden Menschen gewürdigt, die sich häufig seit Jahren für die Bedürfnisse und Wünsche schwerstkranker und sterbender Menschen einsetzen. Der Preis wird in den Kategorien ‚Ehrenamtliches Engagement’, ‚Medien und Öffentlichkeitsarbeit’, ‚Strukturen und Rahmenbedingungen’ und ‚Wissenschaft’ vergeben.

## Medien des DHPV
Der Verband gibt monatlich den elektronischen Newsletter DHPV Aktuell für alle in der Hospiz- und Palliativarbeit Tätigen heraus.
Alle zwei Monate erscheint der Bundes-Hospiz-Anzeiger (BHA), in dem in jeder Ausgabe ein Schwerpunktthema aufgegriffen wird, zu dem unterschiedliche Experten einen Beitrag schreiben. Zudem informiert der BHA als bundesweites Informationsmedium umfassend über Initiativen und Entwicklungen in der Politik, in Gesellschaft, Forschung & Wissenschaft und in der internationalen Hospiz- und Palliativarbeit.
Viermal im Jahr erscheint die Hospiz Zeitschrift. Als Fachzeitschrift richtet sich das Blatt vor allem an ein fachlich interessiertes Publikum, das die Entwicklung in Forschung und Praxis in der Hospiz- und Palliativarbeit aufmerksam verfolgen will.

## Charta zur Betreuung schwerstkranker und sterbender Menschen
Der Verband ist gemeinsam mit der Deutschen Gesellschaft für Palliativmedizin und der Bundesärztekammer Träger der Charta zur Betreuung schwerstkranker und sterbender Menschen in Deutschland. Die im Jahre 2010 präsentierte Charta ist im Konsens mit über 50 Organisationen und Institutionen aus Gesellschaft und Gesundheitssystem verabschiedet worden. Sie benennt die Herausforderungen und zeigt Perspektiven für gemeinsame zukünftige Entwicklungen bei der Betreuung schwerstkranker und sterbender Menschen auf, verbunden mit konkreten Handlungsoptionen und einer Selbstverpflichtung für die Zukunft.